# Nidularium minutum
Nidularium minutum är en gräsväxtart som beskrevs av Carl Christian Mez. Nidularium minutum ingår i släktet Nidularium och familjen Bromeliaceae. Inga underarter finns listade i Catalogue of Life.